# ゲーム&ウオッチ
ゲーム&ウオッチ（ゲームアンドウオッチ、GAME&WATCH）は、任天堂発売の携帯型液晶ゲーム機（電子ゲーム、LSIゲーム）。CMなど一般での呼称は「ゲームウオッチ」。

## 概要
任天堂にとって、初の携帯型ゲーム機であり、ゲームソフトが本体内のROMに書き込まれた「1ハード1ソフト」方式の機種である。そのためファミリーコンピュータなどの同社後継ゲーム機のようにカートリッジ（ロムカセット）交換で様々なソフトを実行することはできない。ゲームをしない間は時計として使え、これが商品名「ゲーム&ウオッチ」の由来となった（後にアラーム機能も付くようになった）。
第一作は1980年4月28日発売の『ボール』。手元で遊べる手軽さが受けてヒットし広範な層を捉えた。同年6月、7月にも『フラッグマン』『バーミン』『ファイヤ』と3つの新作を発売、これもヒットし、その後もほぼ「1ヶ月に1タイトル」ほどのペースで新作を発表した。
当シリーズの大ヒットとその利益により、任天堂は当時抱えていた70億円近くもの莫大な借金を完済でき、さらに40億円ほどの黒字にもなった。これで得られた利益がファミリーコンピュータの開発に投資された。
1983年にファミリーコンピュータが発売されると人々の関心はそちらへ移り、1985年2月発売の『ブラックジャック』を最後に日本での発売は終了したが、日本国外向けとしては1991年10月発売の『マリオジャグラー』が最後の作品となった。こうして総計で59タイトルが発売された。
販売個数は日本で1287万個、日本国外で3053万個、総計4340万個を記録した。

## ハードウェア

### 開発
横井軍平が、新幹線の中で暇潰しに電卓のボタンを押して遊んでいる人を見て、「隠して遊べる小型のゲーム機」として発案。その後、横井がたまたま社長車(キャデラック)の代理運転手を引き受けたとき、運転中に雑談ながら構想を社長の山内博に話したところ、向かった会合先で、液晶生産用の新工場を立ち上げたものの電卓の需要が頭打ちとなり、新たな応用先を探していたシャープ社長の佐伯旭に伝わり、「電卓サイズのゲーム機」を作ることに意気投合して一気に具現化した。
当時の任天堂には液晶やマイコン（マイクロコントローラ）関連の技術が不足していたのでシャープと共同開発をした。当初は液晶とマイコンの製造は技術的に難しいと断られたが、横井の置いていった試作機をシャープの技術者が遊んだ事がきっかけで製品化が実現した。
横井軍平がゲームのアイデアとゲームデザイン、岡田智が電子回路の設計とゲームプログラムを担当した。
時計機能については、もともとは入れる予定はなく、名前も「マイクロゲーム」とする予定だった。3つのボタンに3種類のゲームを入れる予定だったが、1つが面白くなかったこともあり、それを時計ボタンに変えた。時計機能をつけたのは、時計機能を加えてもコストがあまり高くならず、「時計を買うため」ということで大人にも買いやすくなると見込んだためである。
当初はサラリーマンなどが通勤途中に遊べるもの、という目的を念頭に、座った時に手を組んだまま「隠して操作できる」ワイシャツのポケットサイズでデザインされた。ゲーム内容も横井が「誰もが説明書を読まなくても遊べるゲーム」を目指し、親指でボタンを押すだけの極力シンプルな操作体系にした「ゲーム付きの時計」というコンセプトで開発した。しかし発売後は小中学生が主な購買層となったため、その後はターゲットを変更し、よりゲーム性が重視されることになった。
なお、同時期に上村雅之がほぼゲームボーイに近いスペックのゲームを構想していたが、そちらのほうはコスト面などの問題が解消できず、開発の着手に至らなかった。

### 表示装置

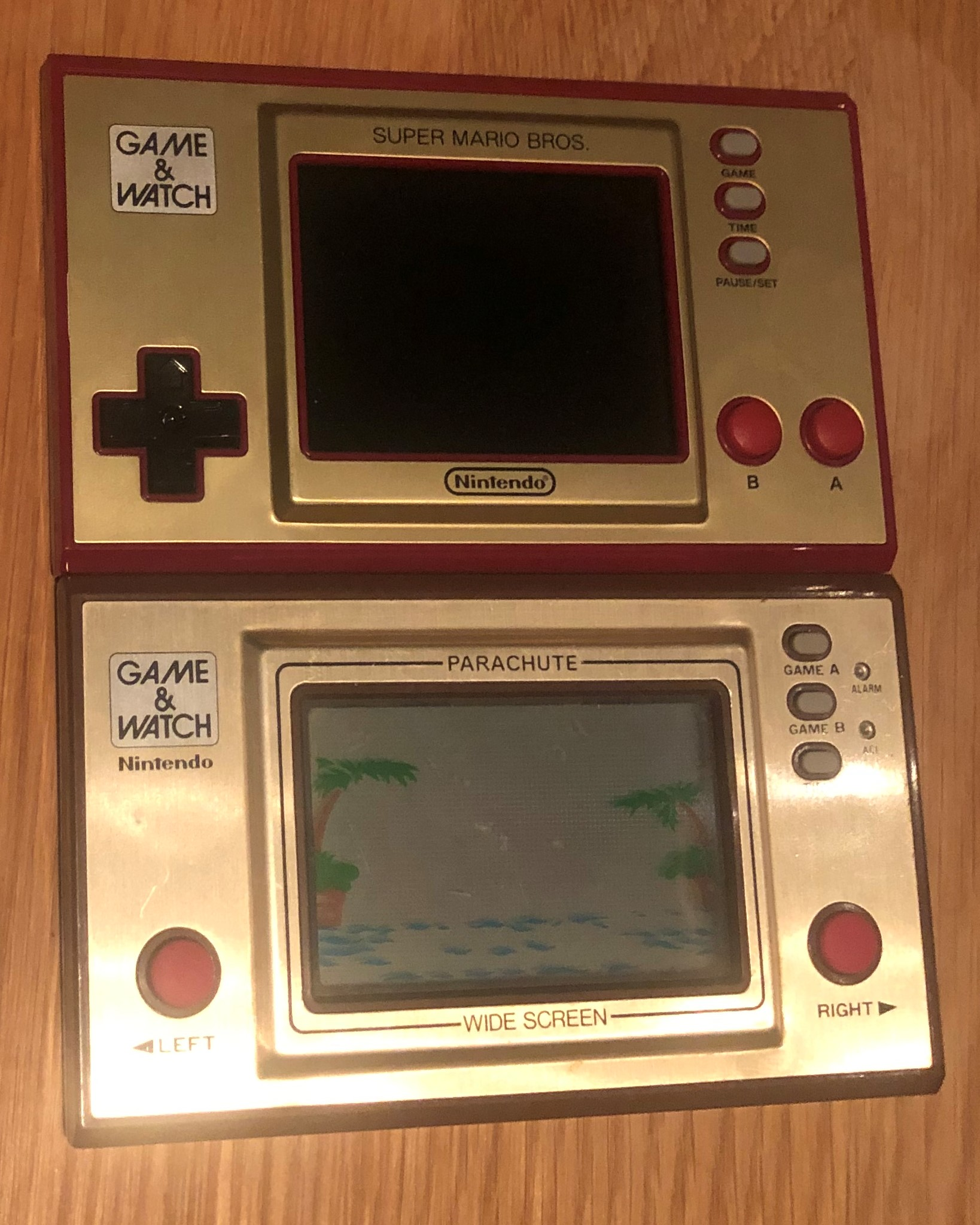
画面サイズ比較。COLOR SCREEN（上）とWIDE SCREEN（下）の比較

液晶画面は、液晶セグメント表示方式でキャラクターなどの動きを表現しており（つまりドットマトリクス方式ではなく）、モノクロ（単色）であった。
最初期のシリーズ5作品までは完全なモノクロ画面である。続く「ゴールド」シリーズでは液晶の前面に別のスクリーンが置かれ、カラーで背景やオブジェを表現。以降、画面を約1.7倍に広げた「ワイドスクリーン」、2画面の折り畳み式にした「マルチスクリーン」、カラー液晶を採用した「テーブルトップ」と「パノラマスクリーン」、4色に色分けされたカラースクリーンで疑似カラー画面を表現した「スーパーカラー」、さらに2020年の「カラースクリーン」よりフルカラードット液晶へと発展していった。

### 入力装置
初期のゲームウオッチは、プレイヤーキャラクタの移動も含め、本体左右に装備された丸ボタンで操作していた。
マルチスクリーン『ドンキーコング』はゲーム機史上初めて十字キー（説明書での呼称は『＋ボタン』）を装備した。

### 電源
- シルバー、ゴールド、ワイドスクリーン - ボタン型電池（LR43またはSR43）2個
- マルチスクリーン、 ニューワイド、パノラマスクリーン、スーパーカラー、マイクロVSシステム - ボタン型電池（LR44またはSR44）2個
- カラースクリーン テーブルトップ - 単2型乾電池2個
- クリスタルスクリーン - コイン形リチウム電池（CR2025）1個

### チップの選択、セグメント数
本機の開発にあたり採用したチップ（集積回路）は電卓で使われているものだった。電卓のディスプレイのひとつの数字は7セグメントで表示されており（7セグメントディスプレイ）、つまり0から9までの数字はいずれも、それぞれが「セグメント」と呼ばれるパーツを7個組み合わせて数字を表示している。したがって8桁の電卓用のチップなら、7セグメント×8桁=56セグメント、および数字の間の小数点や「－（マイナス）」などの記号のセグメントを制御できる能力もあった。つまり56個よりは数個ほど多い数のセグメントを制御できる能力があった。
そのチップを使って第一作の『ボール』をつくった。つまり、電卓のチップは72セグメントのそれぞれをON/OFFできる仕組みになっていたので、それを数字用の液晶セグメントの代わりに絵の液晶セグメントを制御するために使うことで、ゲーム&ウオッチを作った。ただし、第一作『ボール』の画面の右上には得点や時刻を表示する4桁のカウンタがついており、そのカウンタ部分だけで　7セグメント×4桁=28個　のセグメントを使ってしまうので、残りの28個（さらにプラス数個）ほどのセグメントでキャラクタやボールなどの動きを描かなければならなかった。

### 販売個数
| 年度     | ハード（万個） | ハード（万個） | ハード（万個） | ハード（万個） |
| 年度     | 国内           | 海外           | 全世界         |                |
| -------- | -------------- | -------------- | -------------- | -------------- |
| 1980年   | 153            | 225            | 378            |                |
| 1981年   | 467            | 281            | 748            |                |
| 1982年   | 532            | 553            | 1085           |                |
| 1983年   | 121            | 706            | 827            |                |
| 1984年   | 13             | 218            | 231            |                |
| 1985年   | 1              | 133            | 134            |                |
| 1986年   | 0              | 103            | 103            |                |
| 1987年   | 0              | 140            | 140            |                |
| 1988年   | 0              | 216            | 216            |                |
| 1989年   | 0              | 149            | 149            |                |
| 1990年   | 0              | 221            | 221            |                |
| 1991年   | 0              | 46             | 46             |                |
| 1992年   | 0              | 58             | 58             |                |
| 1993年   | 0              | 5              | 5              |                |
| トータル | 1287           | 3053           | 4340           |                |

## タイトル一覧
全60種。発売日欄「※」は日本国外のみ販売タイトル。『ドンキーコング』などのアーケードゲームやファミリーコンピュータの移植版も開発された。1990年代に入ってから、日本国外のみ発売を含むタイトルが逆輸入版として日本で発売されたことがあり、一部の量販店などでいわゆる「輸入トイ」のような扱いで売られた例もあった。
タイトルの多くは、難易度が低めのGAME Aと高めのGAME Bのどちらで遊ぶかを選択できる（一部例外あり。なおこの選択方法はファミリーコンピュータの初期タイトルにも使用されている）。
なお、以下の一覧は「シリーズ別」にまとめたものであり、「発売日順」ではないことに注意。
SILVER / GOLD
「SILVER」のシリーズ名は発売当時はなく、最初の5タイトルの本体前面が銀色であることから、後に便宜的につけられた。最後の3タイトルは「GOLD」と箱に記載され、機能が追加された(本体前面が金色・背面にスタンド内蔵・アラーム・ミス帳消し)。定価5,800円。
型番は[01~08]。8種類。
| タイトル     | 英語表記 | 型番  | 発売日         | 備考                                                      |
| ------------ | -------- | ----- | -------------- | --------------------------------------------------------- |
| ボール       | BALL     | AC-01 | 1980年04月28日 |                                                           |
| フラッグマン | FLAGMAN  | FL-02 | 1980年06月05日 |                                                           |
| バーミン     | VERMIN   | MT-03 | 1980年07月10日 |                                                           |
| ファイア     | FIRE     | RC-04 | 1980年07月31日 |                                                           |
| ジャッジ     | JUDGE    | IP-05 | 1980年10月04日 | 本体カラーは前期販売品は緑、後期販売品は紫の2種類がある。 |
| マンホール   | MANHOLE  | MH-06 | 1981年01月27日 |                                                           |
| ヘルメット   | HELMET   | CN-07 | 1981年02月21日 | 日本国外のCGL社は「HEADACHE」として発売した。             |
| ライオン     | LION     | LN-08 | 1981年04月27日 |                                                           |

WIDE SCREEN
画面サイズが1.7倍に拡大。それにともないモードボタンの位置がそれまでの画面下部から本体右上に変更された。最後の3タイトルは、一定得点までノーミスの場合は次にミスをするまで(あるいは一定時間)得点が2倍になる「チャンスタイム」というルールが追加された。定価6,000円。
型番は[21~30]。10種類。
| タイトル         | 英語表記      | 型番  | 発売日          | 備考                                        |
| ---------------- | ------------- | ----- | --------------- | ------------------------------------------- |
| パラシュート     | PARACHUTE     | PR-21 | 1981年06月19日  |                                             |
| オクトパス       | OCTOPUS       | OC-22 | 1981年07月16日  |                                             |
| ポパイ           | POPEYE        | PP-23 | 1981年08月05日  |                                             |
| シェフ           | CHEF          | FP-24 | 1981年09月08日  |                                             |
| ミッキーマウス   | MICKEY MOUSE  | MC-25 | 1981年10月09日  | 日本国外でもCGL社などにより販売されていた。 |
| エッグ           | EGG           | EG-26 | 1981年10月09日※ | 内容は『ミッキーマウス』と同一。            |
| ファイア         | FIRE          | FR-27 | 1981年12月04日  | 前述のシルバー版とは内容が若干異なる。      |
| タートルブリッジ | TURTLE BRIDGE | TL-28 | 1982年02月01日  |                                             |
| ファイアアタック | FIRE ATTACK   | ID-29 | 1982年03月26日  |                                             |
| スヌーピーテニス | SNOOPY TENNIS | SP-30 | 1982年04月28日  |                                             |

MULTI SCREEN
2画面折り畳み式。ミス帳消し・チャンスタイムは300点に達してからとなる。最もタイトル数が多いシリーズ。定価6,000円。
型番は[51~65]。15種類。
| タイトル          | 英語表記        | 型番  | 発売日          | 備考                                       |
| ----------------- | --------------- | ----- | --------------- | ------------------------------------------ |
| オイルパニック    | OIL PANIC       | OP-51 | 1982年05月28日  | 一部の日本国外版は、下画面の車の位置が逆。 |
| ドンキーコング    | DONKEY KONG     | DK-52 | 1982年06月03日  |                                            |
| ミッキー&ドナルド | MICKEY & DONALD | DM-53 | 1982年11月12日  |                                            |
| グリーンハウス    | GREEN HOUSE     | GH-54 | 1982年12月06日  |                                            |
| ドンキーコングII  | DONKEY KONG II  | JR-55 | 1983年03月07日  |                                            |
| マリオブラザーズ  | MARIO BROS.     | MW-56 | 1983年03月14日  | 画面は左右横開き。                         |
| レインシャワー    | RAINSHOWER      | LP-57 | 1983年08月10日※ | 画面は左右横開き。                         |
| ライフボート      | LIFEBOAT        | TC-58 | 1983年10月25日※ | 画面は左右横開き。                         |
| ピンボール        | PINBALL         | PB-59 | 1983年12月05日  |                                            |
| ブラックジャック  | BLACK JACK      | BJ-60 | 1985年02月15日  |                                            |
| スキッシュ        | SQUISH          | MG-61 | 1986年04月※     |                                            |
| ボムスイーパー    | BOMB SWEEPER    | BD-62 | 1987年06月※     |                                            |
| セイフバスター    | SAFEBUSTER      | JB-63 | 1988年01月※     |                                            |
| ゴールドクリフ    | GOLD CLIFF      | MV-64 | 1988年10月※     |                                            |
| ゼルダ            | ZELDA           | ZL-65 | 1989年08月※     |                                            |

TABLE TOP
本体のサイズが大きく、机などに置くタイプ。自然光を鏡に反射して照明とし、カラー液晶表示を実現した。定価7,800円。
型番は[71~74]。4種類。
| タイトル                     | 英語表記               | 型番  | 発売日         | 備考                                                           |
| ---------------------------- | ---------------------- | ----- | -------------- | -------------------------------------------------------------- |
| ドンキーコングJR.            | DONKEY KONG JR.        | CJ-71 | 1983年04月28日 | 一部の国や地域では、コレコの蛍光表示管ゲームとして発売された。 |
| マリオズセメントファクトリー | MARIO'S CEMENT FACTORY | CM-72 | 1983年04月28日 | リメイクが多い                                                 |
| スヌーピー                   | SNOOPY                 | SM-73 | 1983年07月05日 |                                                                |
| ポパイ                       | POPEYE                 | PG-74 | 1983年08月※    |                                                                |

PANORAMA SCREEN
テーブルトップを携帯サイズに移植したものが多い。定価6,000円。
型番は[91~96]。6種類。
| タイトル               | 英語表記           | 型番  | 発売日          | 備考                                     |
| ---------------------- | ------------------ | ----- | --------------- | ---------------------------------------- |
| スヌーピー             | SNOOPY             | SM-91 | 1983年08月30日  |                                          |
| ポパイ                 | POPEYE             | PG-92 | 1983年08月30日  |                                          |
| ドンキーコングJR.      | DONKEY KONG JR.    | CJ-93 | 1983年10月07日  |                                          |
| マリオズ・ボンアウェイ | MARIO'S BOMBS AWAY | TB-94 | 1983年11月10日  |                                          |
| ミッキーマウス         | MICKEY MOUSE       | DC-95 | 1984年02月※     | 内容は『ドンキーコングサーカス』と同一。 |
| ドンキーコングサーカス | DONKEY KONG CIRCUS | MK-96 | 1984年09月06日※ |                                          |

NEW WIDE
「NEW WIDE」のシリーズ名は発売当時はなく、ワイドスクリーンの廉価版であることから、のちに便宜的につけられた。定価4,800円。
型番は[101~108]。8種類。
| タイトル                       | 英語表記               | 型番   | 発売日          | 備考                                                         |
| ------------------------------ | ---------------------- | ------ | --------------- | ------------------------------------------------------------ |
| ドンキーコングJR.              | DONKEY KONG JR.        | DJ-101 | 1982年10月26日  |                                                              |
| マリオズ・セメントファクトリー | MARIO'S CEMENT FACTORY | ML-102 | 1983年06月16日  | 前述のカラースクリーンテーブルトップ版とは若干内容が異なる。 |
| マンホール                     | MANHOLE                | NH-103 | 1983年08月24日※ |                                                              |
| トロピカルフィッシュ           | TROPICAL FISH          | TF-104 | 1985年07月08日※ |                                                              |
| スーパーマリオブラザーズ       | SUPER MARIO BROS.      | YM-105 | 1988年03月※     |                                                              |
| クライマー                     | CLIMBER                | DR-106 | 1988年03月※     | ファミコン『アイスクライマー』のアレンジ。                   |
| バルーンファイト               | BALLOON FIGHT          | BF-107 | 1988年03月※     |                                                              |
| マリオジャグラー               | MARIO THE JUGGLER      | MB-108 | 1991年10月※     | 『ボール』のリメイク。                                       |

SUPER COLOR
縦長サイズで、カラーフィルムが貼ってあり疑似カラーを表示。定価6,000円。
型番は[201~202]。2種類。
| タイトル                  | 英語表記        | 型番   | 発売日         | 備考 |
| ------------------------- | --------------- | ------ | -------------- | ---- |
| スピットボール スパーキー | SPITBALL SPARKY | BU-201 | 1984年02月07日 |      |
| クラブグラブ              | CRAB GRAB       | UD-202 | 1984年02月21日 |      |

MICRO VS. SYSTEM
コントローラー2つが内蔵されており、対戦ができる。定価6,000円。
型番は[301~303]。3種類。
| タイトル                    | 英語表記             | 型番   | 発売日         | 備考                                 |
| --------------------------- | -------------------- | ------ | -------------- | ------------------------------------ |
| ボクシング / パンチアウト!! | BOXING / PUNCH-OUT!! | BX-301 | 1984年07月31日 | 「パンチアウト!!」は北米版タイトル。 |
| ドンキーコング3             | DONKEY KONG 3        | AK-302 | 1984年08月20日 |                                      |
| ドンキーコングホッケー      | DONKEY KONG HOCKEY   | HK-303 | 1984年11月13日 |                                      |

CRYSTAL SCREEN
国外のみの発売。液晶の反射板がなく、画面が透明になっている。
型番は[801~803]。3種類。
| タイトル                 | 英語表記          | 型番   | 発売日          | 備考 |
| ------------------------ | ----------------- | ------ | --------------- | ---- |
| スーパーマリオブラザーズ | SUPER MARIO BROS. | YM-801 | 1986年06月25日※ |      |
| クライマー               | CLIMBER           | DR-802 | 1986年07月04日※ |      |
| バルーンファイト         | BALLOON FIGHT     | BF-803 | 1986年11月19日※ |      |

賞品
公式大会の上位入賞者のみに贈呈された非売品。
型番は[901]。1種類。
| タイトル                 | 英語表記          | 型番   | 発売日 | 備考                                                         |
| ------------------------ | ----------------- | ------ | ------ | ------------------------------------------------------------ |
| スーパーマリオブラザーズ | SUPER MARIO BROS. | YM-901 | 1987年 | ディスクシステム 『ファミコングランプリ F1レース』大会景品。 |

- MULTI SCREEN
- PANORAMA SCREEN
- NEW WIDE
- MICRO VS. SYSTEM

## 広告
発売初期のテレビCMは、「いつでもゲームウオッチ、どこでもゲームウオッチ」というCMソングに合わせて商品で遊ぶ場面やゲーム画面が映し出され、最後に「マイクロコンピューターを使ったゲームウオッチ。ゲームをしない時はデジタル式クォーツ時計です」のナレーションが入るというものだった。

## 反響
本機を共同開発したシャープとは元々光線銃SP時代からの付き合いがあったが、本機のヒット後も両社は親密な関係を続け、ファミリーコンピュータ、ゲームボーイ、スーパーファミコンなどでも技術面での提携関係にあり、ツインファミコンやファミコンテレビC1などのシャープ製ファミコンを発売、シャープ製パソコンで採用されていたクイックディスクやHu-BASICをディスクシステムやファミリーベーシックに採用した。
また『ドンキーコング』に初搭載された十字キーに関して、これまでゲーム機のコントローラは丸・角形ボタンかスティック状のレバーが主流だったが、十字キーはコンパクトながら親指だけで4方向にキーを押す感覚が伝わる操作性で、その後の同社をはじめとする国内外で発売されるゲーム機で標準採用された。

### 類似品
当時流行した同様の携帯ゲーム機としてカシオの「ゲーム電卓」などがある。ゲーム&ウオッチのヒットにならい、タカトクトイス、バンダイ、トミーなどから多数のLSIゲーム・電子ゲームが発売され、中には増田屋コーポレーションからは「PLAY&TIME」、原田企画からは「GAME&TIME」という名前や外観がゲーム&ウオッチに酷似した商品までもが発売された。他社製品も含めて「ゲームウオッチ」と呼ばれる場合もある。
また、ソビエト連邦ではエレクトロニカという海賊版が販売されていた。内容は「エッグ」とその書換えがほとんどである。なお、ソ連ではCOCOM規制のため、ゲーム&ウオッチは販売されていなかった。
ゲームではないが、アメリカではマルチスクリーンと同じ形の製品『BASSMATE COMPUTER』がPROBE2000より1984年に発売されている。釣り環境や条件を入力すると最適なルアーを教えてくれるというもので、温度計も同梱されていた。マニュアルには「Nintendo Co., Ltd. Japan」の表記があり、こちらは任天堂製の製品である。

## 他ハード等への移植
日本では1985年に発売された『ブラックジャック』、日本国外では1991年に発売された『マリオジャグラー』が最後の機種となった。それ以降は同社のゲーム機向けにゲーム内容を移植したり、ゲーム内のキャラクターを登場させている。また周年記念作品も発売されている。

### 移植
ゲームボーイ
同じく横井軍平が開発し、1989年に発売されたゲームボーイはゲーム&ウオッチの進化形として開発されたものである。ゲーム&ウオッチで人気のあった一部のタイトルは、後に『ゲームボーイギャラリー』シリーズとしてリメイクされている。
ゲームボーイ向け周辺機器ポケットカメラには『ボール』が収録されており、ポケットカメラで撮影した自分の顔を、ゲーム内のキャラクターに貼り付けることができる。
ニンテンドーゲームキューブ
ニンテンドー ゲームキューブ用ソフト『大乱闘スマッシュブラザーズDX』以降の大乱闘スマッシュブラザーズシリーズでは、人間型キャラクターを、色・動き・平面な形状などをそのままに「Mr.ゲーム&ウォッチ」という名前を付け、隠しキャラクターとして登場している。キャラクターのベースは『ファイア』の飛び降りる人で、それぞれの技は「ゲーム&ウオッチ」シリーズをモチーフとしたものになっている。Mr.ゲーム&ウォッチは、後に日本国外のみで発売された『Game & Watch Gallery4』公式サイトでマリオよりも古い、任天堂で最古のゲームキャラクターと解説された。
- 『大乱闘スマッシュブラザーズDX』（ニンテンドーゲームキューブ）
- 『大乱闘スマッシュブラザーズX』（Wii）
- 『大乱闘スマッシュブラザーズ for Nintendo 3DS』（ニンテンドー3DS）
- 『大乱闘スマッシュブラザーズ for Wii U』（Wii U）
- 『大乱闘スマッシュブラザーズ SPECIAL』（Nintendo Switch）

ゲームボーイアドバンス
ゲームボーイアドバンス用周辺機器『カードeリーダー』で『ひかるイマクニ?』を読みこませるとキャラがイマクニ?になった『ボール』が遊べる。
『カードeリーダー+』には印刷コードを読み込ませることで遊べる「ゲーム&ウオッチカードe マンホール」が附属した。サンプル用としてトイザらスなどの店舗でも配布された。なお「ゲーム&ウオッチカードe」はシリーズ化の予定があったが未発売である。
『メイド イン ワリオシリーズ』では、ゲーム&ウオッチが登場するプチゲームがいくつか登場する。
- 『メイド イン ワリオ』、『あつまれ!!メイド イン ワリオ』 - 『ヘルメット』
- 『さわるメイドインワリオ』 - 『ボール』、『フラッグマン』、『オイルパニック』、『ライオン』
- 『おどる メイド イン ワリオ』 - 『オクトパス』
- 『メイドイン俺』 - 『グリーンハウス』、『タートルブリッジ』
- 『ゲーム&ワリオ』 - 『ボール』
- 『メイド イン ワリオ ゴージャス』 - 『マンホール』
- 『おすそわける メイド イン ワリオ』 ‐ 『ジャッジ』

ニンテンドーDS
ニンテンドーDS用ソフト『DS楽引辞典』では、「ゲームウオッチ」と入力すると『ボール』が遊べる。続編の『漢字そのまま DS楽引辞典』では「ゲームウオッチ」と入力すると『マンホール』が、各ゲーム名を入力する事で『マンホール』『フラッグマン』、『ジャッジ』、『ボール』が遊べる。
2006年7月よりクラブニンテンドーのポイント引き換え景品（非売品）として、ニンテンドーDS用ソフト『GAME & WATCH COLLECTION』が登場。DS同様に液晶2画面が特徴だったゲーム&ウオッチマルチスクリーンシリーズ『ドンキーコング』『オイルパニック』『グリーンハウス』の3作を収録。DS本体の時計機能を利用し、アラーム機能や現在の時刻表示も再現。また、2008年9月からは『GAME & WATCH COLLECTION 2』も登場。海が舞台となる『パラシュート』『オクトパス』の他、この2作を融合させたオリジナルゲーム『パラシュート×オクトパス』を収録。
ニンテンドーDS用ソフト『しゃべる!DSお料理ナビ』には、タイマー中の待ち時間用にゲーム&ウオッチの『シェフ』が、続編の『世界のごはん しゃべる!DSお料理ナビ』には、『エッグ』が収録されている。
ワンセグ受信アダプタ DSテレビではDSの下画面でゲーム&ウオッチが遊べる。最初は1つのゲームしか遊べないが、条件を満たすことで『ファイア』、『ライオン』、『オクトパス』、『フラッグマン』、『ジャッジ』、『パラシュート』の6つが遊べるようになる。なお、最初から遊べるゲームはワンセグ受信地域によって異なる。
ニンテンドーDSiウェア版
2009年7月から8月にかけてゲーム&ウオッチの9作品を移植したニンテンドーDSiウェアが発売された（ニンテンドー3DSシリーズ向けに「ニンテンドーeショップ」でも販売）。ニンテンドーDSiショップでの料金区分は「DSiウェア200」。
上画面にゲームが表示され、下画面にはタイトル等が表示される。タッチ操作は説明書を除いて一切なし。2009年8月19日から配信の3作は、ニューワイド版が元になっている。
オリジナル版の内容を忠実に再現し、オリジナル版にはなかったハイスコアのセーブ機能とゲーム開始時のスコアを設定できるスコアセレクトの機能が追加されている。また、効果音は実機のゲーム&ウオッチで実際に使われているものを録音して忠実に再現している。なお、時計機能は使えるがアラーム機能は搭載されていない。
| タイトル                                     | 発売日        | 必要ブロック数 |
| -------------------------------------------- | ------------- | -------------- |
| ゲーム&ウオッチ ボール                       | 2009年7月15日 | 12ブロック     |
| ゲーム&ウオッチ フラッグマン                 | 2009年7月15日 | 12ブロック     |
| ゲーム&ウオッチ バーミン                     | 2009年7月15日 | 12ブロック     |
| ゲーム&ウオッチ ジャッジ                     | 2009年7月15日 | 12ブロック     |
| ゲーム&ウオッチ ヘルメット                   | 2009年7月29日 | 12ブロック     |
| ゲーム&ウオッチ シェフ                       | 2009年7月29日 | 13ブロック     |
| ゲーム&ウオッチ ドンキーコングJR.            | 2009年8月19日 | 13ブロック     |
| ゲーム&ウオッチ マリオズセメントファクトリー | 2009年8月19日 | 13ブロック     |
| ゲーム&ウオッチ マンホール                   | 2009年8月19日 | 13ブロック     |

Wii U
Wii U用ソフト『Nintendo Land』では、『オクトパス』をモチーフとしたリズムゲーム「オクトパスダンス」が遊べる。なお、『オクトパス』の大ダコのイラストは、この他にも『DS時雨殿』『スプラトゥーン』など多くの任天堂ゲームに登場している。

### 日本国外
1998年より、複数メーカー開発によるMini Classicsシリーズが日本国外で販売されている。任天堂よりライセンスを受けたマルチスクリーンを含むゲーム&ウオッチの移植版や、オリジナルタイトルが遊べるキーチェーンサイズの携帯ゲーム機である。電源はボタン型電池（LR44）2個。

### 特別版

#### クラブニンテンドー特典
2009年度のクラブニンテンドーのプラチナ会員特典として、ゲーム&ウオッチ『ボール』の復刻版がプレゼントされた。型番はRGW-001。プレゼント時期は2010年4月下旬。

#### ゲーム&ウオッチ スーパーマリオブラザーズ
スーパーマリオシリーズ35周年の関連商品として、『ゲーム&ウオッチ スーパーマリオブラザーズ』が2020年11月13日から2021年3月末までの期間限定生産品として発売された。景品・非売品を除いては日本国内では35年ぶりの新モデル発売となった。
主に単色・固定の液晶表示のみだった従来機種と異なり、2.36インチのフルカラー・ドット液晶表示方式なので「COLOR SCREEN（カラースクリーン）」と命名されており、ファミリーコンピュータ版『スーパーマリオブラザーズ』とファミリーコンピュータ ディスクシステム版『スーパーマリオブラザーズ2』の移植版、および、ゲーム&ウオッチの第一作『ボール』の計3作を収録。なお『ボール』のキャラクターはマリオやルイージにアレンジしてある。「マリオ時計」モードでは、特定の時間やボタン操作などの条件により35種類の秘密イベントが起こる。2021年3月31日生産終了。型番はHXA-001。CERO：A（全年齢対象）

#### ゲーム&ウオッチ ゼルダの伝説
ゼルダの伝説シリーズ35周年の関連商品として、2021年11月12日に『ゲーム&ウオッチ ゼルダの伝説』が発売された。ファミリーコンピュータ ディスクシステム版『ゼルダの伝説』『リンクの冒険』とゲームボーイ版『ゼルダの伝説 夢をみる島』および、ゲーム&ウオッチ第3作『バーミン』のキャラクターをリンクに差し替えたバージョンの計4作品を収録。時計機能も『ゼルダの伝説』をモチーフにした「遊べるゼルダ時計」と『リンクの冒険』をモチーフにした「遊べるショートタイマー」を搭載している。型番はHXB-001。CERO：B（12才以上対象）。
『ゲーム&ウオッチ スーパーマリオブラザーズ』と『ゲーム&ウオッチ ゼルダの伝説』の電源は従来の電池交換式ではなく、内蔵リチウムイオン電池で、給電はUSB Type-C端子。周辺機器として以下を使用することができる。
| 型番    | 名称                         | 備考                                                                 |
| ------- | ---------------------------- | -------------------------------------------------------------------- |
| HAC‐006 | バッテリー                   | COLOR SCREEN本体に内蔵。Nintendo SwitchのJoy‐Conのバッテリーと供用。 |
| HAC‐010 | USB充電ケーブル              | COLOR SCREEN本体に0.3m長のタイプが同梱。Type-C端子のUSBケーブル。    |
| CLV‐003 | ニンテンドーUSB ACアダプター | USB充電ケーブルと組み合わせることでCOLOR SCREEN本体の充電ができる。  |